# Plénée-Jugon
Plénée-Jugon is een gemeente in het Franse departement Côtes-d'Armor (regio Bretagne). De plaats maakt deel uit van het arrondissement Dinan. Plénée-Jugon telde op 1 januari 2022 2.533 inwoners.

## Geografie
De oppervlakte van Plénée-Jugon bedroeg op 1 januari 2022 61,36 vierkante kilometer; de bevolkingsdichtheid was toen 41,3 inwoners per km².
De onderstaande kaart toont de ligging van Plénée-Jugon met de belangrijkste infrastructuur en aangrenzende gemeenten.

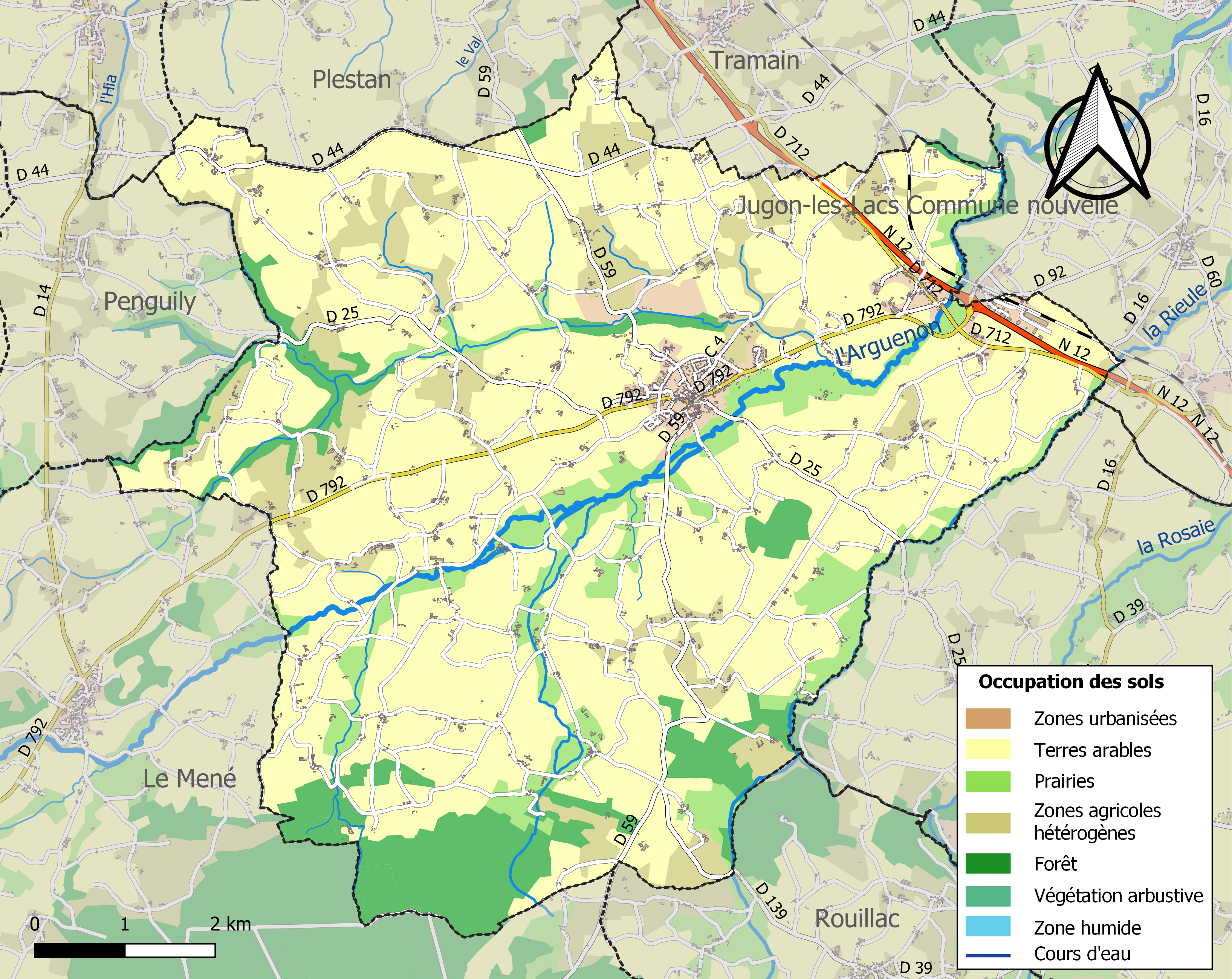

## Verkeer en vervoer
In de gemeente ligt de spoorweghalte Plénée-Jugon.

## Demografie
Onderstaande figuur toont het verloop van het inwonertal (bron: INSEE-tellingen).